# TAI Hürkuş
TAI Hürkuş je enomotorno turbopropelersko šolsko vojaško letalo turškega proizvajalca  Turkish Aerospace Industries (TAI). Lahko se uporablja tudi kot lahki jurišnik in izvidniško letalo.Letalo je poimenovano po Vecihi Hürkuşu - turškem pionirju letalstva in prvem turškem proizvajalcu letal. 
Po izgledu je podoben Pilatusu PC-9.

## Specifikacije (Hürkuş)
Podatki iz TAI and Airforce Technology
Splošne značilnosti
- Posadka: 2
- Dolžina: 11,17 m (36 ft 8 in)
- Razpon kril: 9,96 m (32 ft 8 in)
- Višina: 3,70 m (12 ft 2 in)
- Pogon letala: 1 × Pratt & Whitney Canada PT6A-68T turboprop, 1.200 kW (1.600 shp)
- Propelerji: št. lopatic: 5 Hartzell Propeller HC-B5MA-3

Zmogljivost
- Maks. hitrost: 574 km/h (357 mph; 310 kn)
- Potovalna hitrost: 463 km/h (288 mph; 250 kn)
- Hitrost pri porušitvi vzgona: 143 km/h (89 mph; 77 kn)
- Doseg: 1.478 km (918 mi; 798 nmi) na višini 15000 ft (4572 m)
- Trajanje leta: 4,25 ur na višini 15000 ft (4572 m)
- Višina leta: 10.577 m (34.701 ft)
- g-omejitev: +7/-3,5
- Hitrost vzpenjanja: 22 m/s (4.300 ft/min)

Oborožitev

- Strelno orožje: 12.7mm storjnice in 20mm top
- Rakete: Roketsan Cirit 2,75 inčne rakete
- Izstrelki: Roketsan UMTAS
- Bombe: Mk-81, Mk-82, Tübitak SAGE HGK-3 (82), Tübitak SAGE KGK-82, BDU33 in MK106